# Азнагулово (Бєлорєцький район)
Азнагу́лово (рос. Азнагулово, башк. Аҙнағол) — присілок у складі Бєлорєцького району Башкортостану, Росія. Входить до складу Серменевської сільської ради.
Населення — 290 осіб (2010; 333 в 2002).
Національний склад:
- башкири — 95%.

Присілок розташований у долині Білої, поблизу нього протікає також річка Велика Саргая.